# Bermudy na Letnich Igrzyskach Olimpijskich 2000
Bermudy na Letnich Igrzyskach Olimpijskich 2000 reprezentowało 6 zawodników, 4 mężczyzn i 2 kobiety.

## Jeździectwo
- Mary Jane Tumbridge

## Lekkoatletyka
- Brian Wellman - trójskok mężczyzn (odpadł w kwalifikacjach)

## Pływanie
- Stephen Fahy - 100 m stylem motylkowym (odpadł w kwalifikacjach)
- Stephen Fahy - 200 m stylem motylkowym (odpadł w kwalifikacjach)

## Żeglarstwo
- Peter Bromby, Lee White - klasa Star (4. miejsce)
- Sara Wright - klasa Europe (25. miejsce)